# Sayaka Kamiya
Sayaka Kamiya (神谷涼 Kamiya Sayaka?,  nascută 20 aprilie,1982) este o actriță japoneză
Kamiya este cunoscută pentru rolul ei ca Satomi Noda în Battle Royale. Ea a jucat rolul lui Sena în Man, Next Natural Girl: 100 Nights In Yokohama.
1. ↑  „Sayaka Kamiya”, Internet Movie Database, accesat în 19 iulie 2016